# تاکستان سرخ
تاکستان سرخ نقاشی رنگ روغنی اثر ونسان ون گوگ که به سال ۱۸۸۸ میلادی کشیده شده است و تنها نقاشی ون گوگ می‌باشد که در زمان حیات او فروخته شد. خریدار تاکستان سرخ آنا باخ، خواهر اوژن باخ (نقاش بلژیکی و دوست ون گوگ) بود که آن را در سال ۱۸۹۰ و در نمایشگاهی در بروکسل به قیمت ۴۰۰ فرانک خرید.
تاکستان سرخ اکنون در موزه هنرهای زیبای پوشکین نگهداری می‌شود.